# 布唐库尔
布唐库尔（法語：Bouttencourt，法語發音：[butɑ̃kuʁ]）是法国上法兰西大区索姆省的一个市镇，位于该省西南部，和滨海塞纳省接壤，属于阿布维尔区。

## 地理
布唐库尔（49°56'8"N, 1°37'50"E）面积7.73 平方千米，位于法国上法蘭西大區索姆省，该省份为法国北部沿海省份，北起加来海峡省和北部省，西接滨海塞纳省和大西洋英吉利海峡，南至瓦兹省，东临埃纳省。
与布唐库尔接壤的市镇（或旧市镇、城区）包括：布雷勒河畔布朗日、蒙绍-索朗、布扬库尔昂塞里、加马什、内莱特。
布唐库尔的时区为UTC+01:00、UTC+02:00（夏令时）。

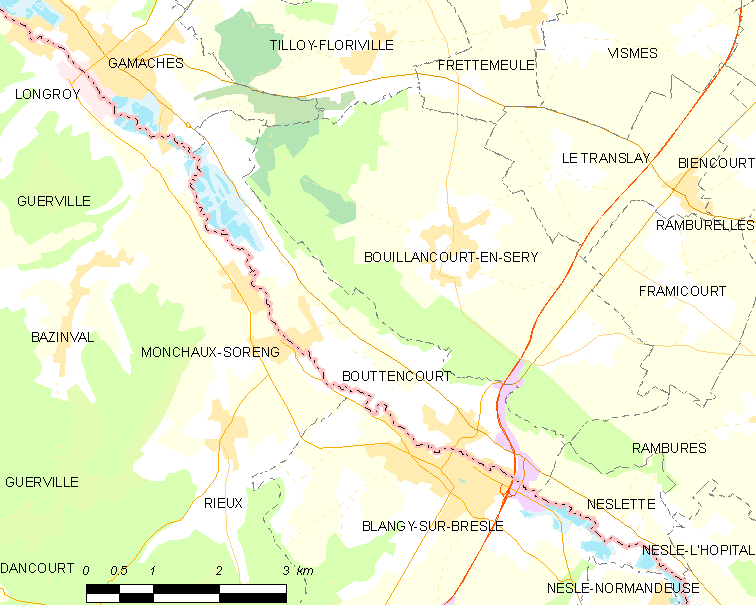
布唐库尔的OSM定位图

## 行政
布唐库尔的邮政编码为80220，INSEE市镇编码为80126。

## 政治
布唐库尔所属的省级选区为加马什县。

## 人口

1962-2008年间布唐库尔人口变化图示

布唐库尔于2022年1月1日时的人口数量为929人。